# Zespotigen
De zespotigen (Hexapoda) vormen een grote onderstam uit de geleedpotigen (Arthropoda). Tot de zespotigen behoren alle insecten en drie vleugelloze groepen van geleedpotigen – de Collembola, Diplura en Protura – die in het verleden ook tot de insecten werden gerekend. De naam Hexapoda is een verwijzing naar het meest onderscheidende kenmerk van de groep: aan de meestal goed ontwikkelde thorax zitten drie paar poten (zes poten). De meeste andere geleedpotigen hebben meer dan drie paar poten.
- Onderstam Zespotigen
  - Klasse Entognatha
    - Orde Collembola (Springstaarten)
    - Orde Diplura (Dubbelstaarten)
    -  Orde Protura (Oerinsecten of Poottasters)

  -  Klasse Insecten

## Fylogenie
De fylogenie van zespotigen is nog niet geheel ontrafeld. Uit verschillende onderzoeken blijkt dat de groep sterk verwant is aan de kreeftachtigen. De drie groepen hexapoden naast de insecten worden vaak behandeld als de klasse Entognatha, maar ook als aparte evolutielijnen die op verschillende manieren verwant zijn aan de klasse Insecta. De Diplura in bijzonder zou nauwer verwant kunnen zijn aan de Insecta dan aan de Collembola (springstaarten) of de Protura. In 2016 werd het volgende cladogram opgesteld:
|  | Collembola (springstaarten) |
|  |                             |
|  | Protura (poottasters)       |
|  |                             |

|  | Archaeognatha (rotsspringers)                                                                 |
|  |                                                                                               |
|  | \| \| Zygentoma (zilvervisjes) \| \| \| \| \| \| Pterygota (gevleugelde insecten) \| \| \| \| |
|  |                                                                                               |
|  | Zygentoma (zilvervisjes)                                                                      |
|  |                                                                                               |
|  | Pterygota (gevleugelde insecten)                                                              |
|  |                                                                                               |

|  | Zygentoma (zilvervisjes)         |
|  |                                  |
|  | Pterygota (gevleugelde insecten) |
|  |                                  |

|  | Archaeognatha (rotsspringers)                                                                 |
|  |                                                                                               |
|  | \| \| Zygentoma (zilvervisjes) \| \| \| \| \| \| Pterygota (gevleugelde insecten) \| \| \| \| |
|  |                                                                                               |
|  | Zygentoma (zilvervisjes)                                                                      |
|  |                                                                                               |
|  | Pterygota (gevleugelde insecten)                                                              |
|  |                                                                                               |

|  | Zygentoma (zilvervisjes)         |
|  |                                  |
|  | Pterygota (gevleugelde insecten) |
|  |                                  |

|  | Collembola (springstaarten) |
|  |                             |
|  | Protura (poottasters)       |
|  |                             |

|  | Archaeognatha (rotsspringers)                                                                 |
|  |                                                                                               |
|  | \| \| Zygentoma (zilvervisjes) \| \| \| \| \| \| Pterygota (gevleugelde insecten) \| \| \| \| |
|  |                                                                                               |
|  | Zygentoma (zilvervisjes)                                                                      |
|  |                                                                                               |
|  | Pterygota (gevleugelde insecten)                                                              |
|  |                                                                                               |

|  | Zygentoma (zilvervisjes)         |
|  |                                  |
|  | Pterygota (gevleugelde insecten) |
|  |                                  |

|  | Archaeognatha (rotsspringers)                                                                 |
|  |                                                                                               |
|  | \| \| Zygentoma (zilvervisjes) \| \| \| \| \| \| Pterygota (gevleugelde insecten) \| \| \| \| |
|  |                                                                                               |
|  | Zygentoma (zilvervisjes)                                                                      |
|  |                                                                                               |
|  | Pterygota (gevleugelde insecten)                                                              |
|  |                                                                                               |

|  | Zygentoma (zilvervisjes)         |
|  |                                  |
|  | Pterygota (gevleugelde insecten) |
|  |                                  |

Moleculaire analyses wijzen uit dat de hexapoden zich afsplitsten van hun zustergroep, de Anostraca (pekelkreeftjes), rond het begin van de Siluur ongeveer 440 miljoen jaar geleden, samenvallend met het ontstaan van de vaatplanten op het land. De vroegste fossielen dateren uit het Devoon.